# Campolongo (Negreira)
Campolongo (llamada oficialmente Santa Cruz de Campolongo) es una parroquia y un lugar español del municipio de Negreira, en la provincia de La Coruña, Galicia.

## Entidades de población
Entidades de población que forman parte de la parroquia:
- Campolongo
- Castelán
- Couso de Abaixo
- Couso de Arriba
- La Iglesia (Agrís)
- Vilar de Abaixo
- Vilar de Arriba
- O Cotón
- O Peto
- O Plantío

## Demografía

### Parroquia
| Gráfica de evolución demográfica de Campolongo (parroquia) entre 2000 y 2018 |
|                                                                              |
| Datos según el nomenclátor publicado por el INE.                             |

### Lugar
| Gráfica de evolución demográfica de Campolongo (lugar) entre 2000 y 2018 |
|                                                                          |
| Datos según el nomenclátor publicado por el INE.                         |